# Novum Instrumentum

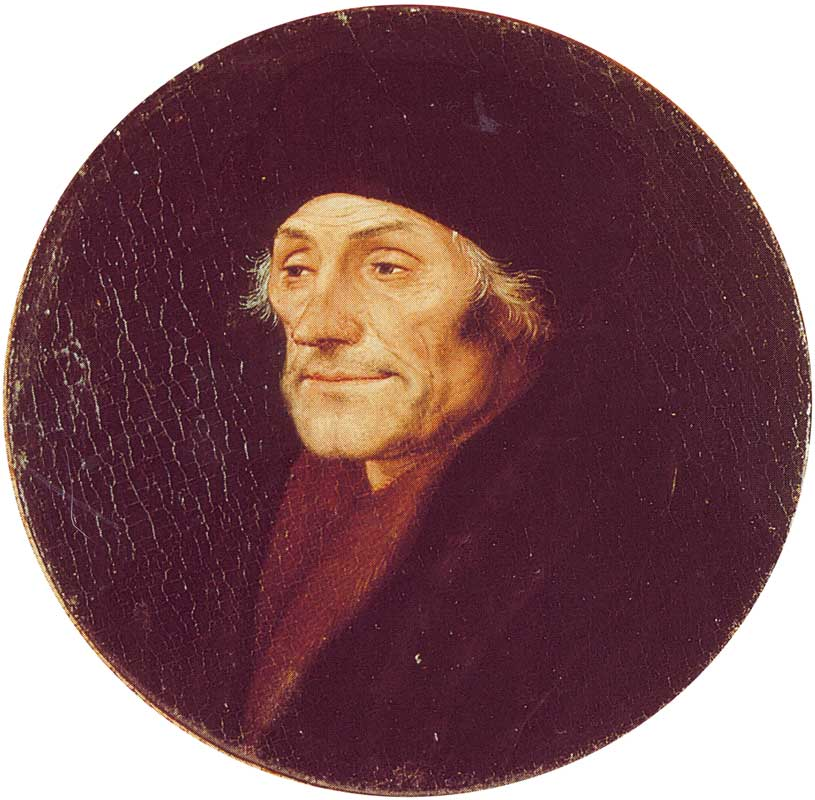
Erasmo.

Novum Instrumentum o también conocido como Novum Instrumentum omne es el primer Nuevo Testamento publicado en griego (1516), preparado por Erasmo de Róterdam (1469-1536) e impreso por Johann Froben (1460-1527) en Basilea. Aunque el primer Nuevo Testamento en griego que se imprimió fue la Biblia políglota complutense (1514), esta fue la segunda en publicarse (1516). La edición de Erasmo fue la base para la mayoría de las traducciones modernas del Nuevo Testamento en los siglos XVI-XIX.

## Primera edición
En 1512, Erasmo había estado en negociaciones con el impresor Badius Ascensius para que publicase en París la Vulgata de Jerónimo de Estridón y una nueva edición de los Adagia. Las negociaciones no tuvieron éxito y Erasmo no continuó sus contactos con Badius. En esa época, Erasmo no pensaba en el Nuevo Testamento griego. No es seguro cuándo decidió Erasmo preparar su edición del mismo, pero, en una visita a Basilea en agosto de 1514, se puso en contacto con Johann Froben. Muchos estudiosos creen que Froben había oído hablar de la próxima edición española de la Biblia políglota e intentaba adelantarse al proyecto de Alcalá (por ejemplo, S. P. Tregelles). Algunos, sin embargo, dudan de que esta fuese la motivación de Froben (por ejemplo, Bruce Metzger), ya que ninguna evidencia lo sostiene. Probablemente incluyó el texto griego para probar la superioridad de su versión latina.
El siguiente encuentro tuvo lugar en abril de 1515 en la Universidad de Cambridge. Como resultado, en julio del mismo año Erasmo viajó a Basilea y comenzó a trabajar. No llevó consigo ningún manuscrito griego y esperaba encontrar algunos en Basilea. En la biblioteca de los dominicos tomó en préstamo algunos. Utilizó siete manuscritos, identificados como sigue:
|                |                                     |           |  |
| Manuscrito     | Contenido                           | Fecha     |  |
| Minúscula 1eap | El NT entero excepto el Apocalipsis | Siglo XII |  |
|                |                                     |           |  |
| Minúscula 1rK  | Apocalipsis                         | Siglo XII |  |
|                |                                     |           |  |
| Minúscula 2e   | Evangelios                          | Siglo XII |  |
|                |                                     |           |  |
| Minúscula 2ap  | Hechos y Epístolas                  | Siglo XII |  |
|                |                                     |           |  |
| Minúscula 4ap  | Epístolas de Pablo                  | Siglo XV  |  |
|                |                                     |           |  |
| Minúscula 7p   | Epístolas de Pablo                  | Siglo XII |  |
|                |                                     |           |  |
| Minúscula 817  | Evangelios                          | Siglo XV  |  |
|                |                                     |           |  |

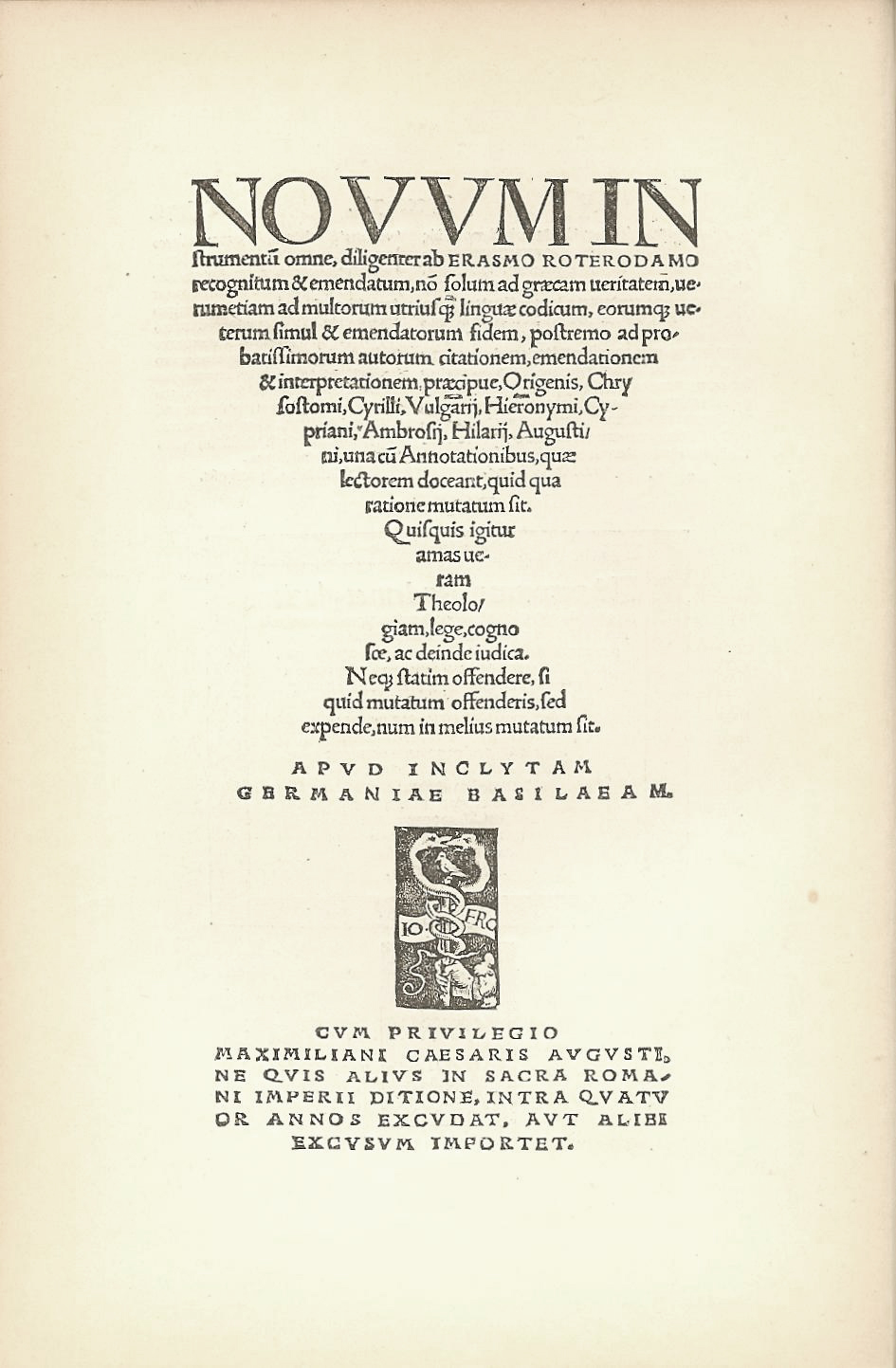
La primera página de la versión erasmiana del Nuevo Testamento.

Los manuscritos 1eap y 1rK se los prestó a Erasmo Johannes Reuchlin. El resto los tomó prestados de los dominicos. Es significativo el hecho de que no emplease el Codex Basilensis, que se hallaba en la Universidad de Basilea y estaba accesible para Erasmo. Éste tuvo, pues, tres manuscritos de los Evangelios y de los Hechos de los Apóstoles; cuatro de las Epístolas paulinas, pero solo un manuscrito del Apocalipsis. Para cada libro del Nuevo Testamento comparó tres o cuatro manuscritos excepto en el caso del último, el Apocalipsis. Desgraciadamente, el manuscrito de éste no estaba completo: le faltaba la última hoja, que contenía los últimos seis versículos del libro. En lugar de postergar la publicación con vistas a buscar otro manuscrito, decidió traducir los versículos faltantes del latín al griego, tomándolos de la Vulgata. Incluso en otras partes del libro del Apocalipsis y otros libros del Nuevo Testamento introdujo Erasmo material traducido al griego por él, tomado de la Vulgata. F. H. A. Scrivener hizo notar que en Ap. 17:4 creó una palabra griega nueva, ἀκάθαρτητος (en vez de τα ακαθαρτα). No existía en griego la palabra ακαθαρτητος. En Ap. 17:8, utilizó καιπερ εστιν («y sin embargo es...») en vez de και παρεσται (y vendrá). En Hechos 9:6, la pregunta que Pablo pregunta en el momento de su conversión en el camino de Damasco, Τρέμων τε καὶ θαμβὣν εἲπεν κύριε τί μέ θέλεις ποιῆσαι («y, tembloroso y asombrado dijo: ¿Señor, qué quieres que yo haga?») se incorporó tomándola de la Vulgata.

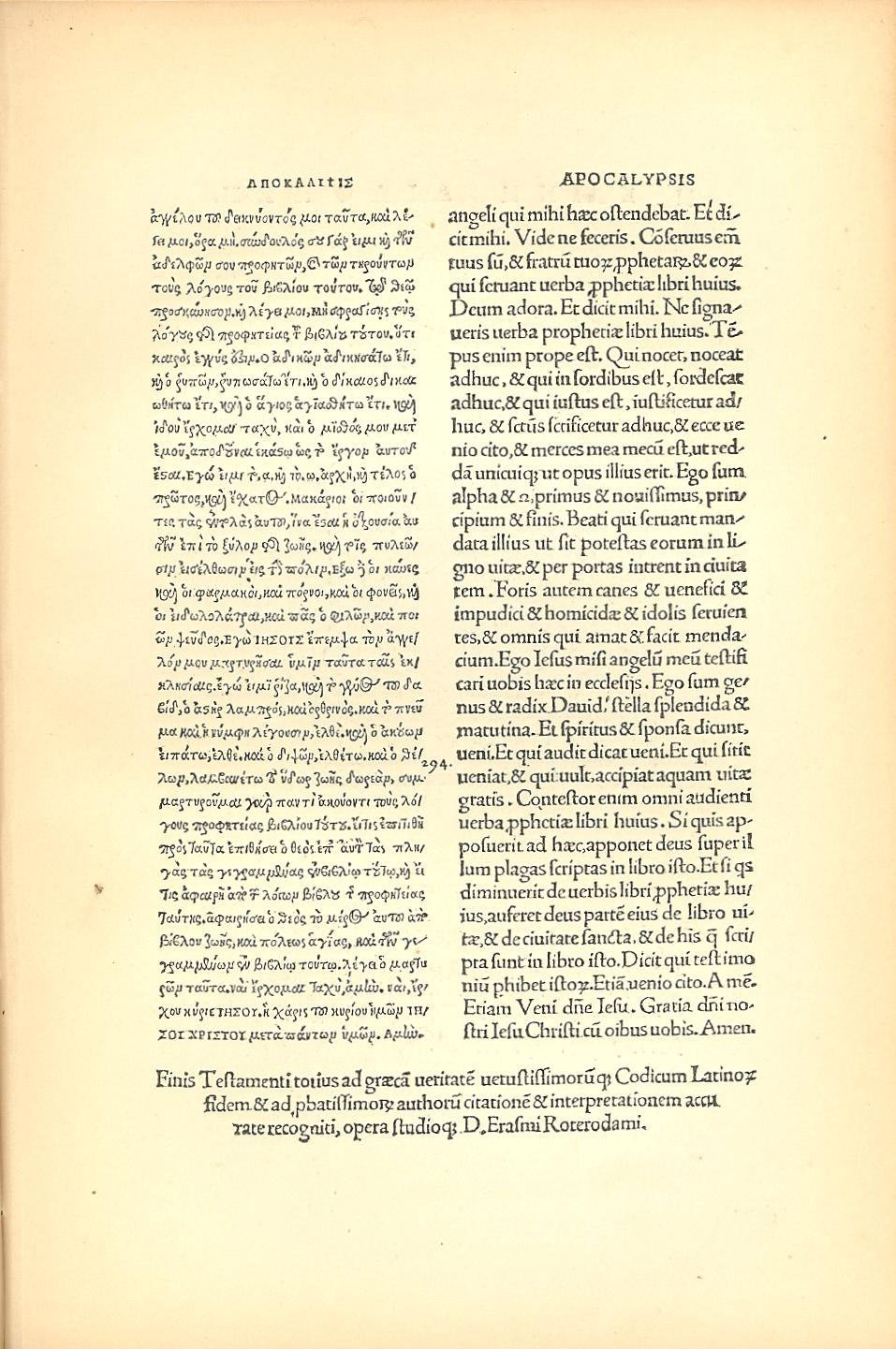
Última página del Nuevo Testamento erasmiano (Ap. 22:8-21).

La impresión comenzó el 2 de octubre de 1515 y se terminó en muy breve plazo, el 1 de marzo de 1516. Se hizo con grandes prisas, con errores tipográficos, y se tituló de manera inusual:

Novum Instrumentum omne, diligenter ab Erasmo Rot. Recognitum et Emendatum, non solum ad Graecam veritatem verum etiam ad multorum utiusq; linguae codicum eorumq; veterum simul et emendatorum fidem, postremo ad probatissimorum autorum citationem, emendationem et interpretationem, praecipue, Origenis, Chrysostomi, Cyrilli, Vulgarij, Hieronymi, Cypriani, Ambrosij, hilaryj, Augustini, una cum annotatines, quae lectorem doceant, quid qua ratione mutatum sit.

Este título, en especial las palabras: Novum Instrumentum ... Recognitum et Emendatum, significan: Nuevo Testamento... revisado y mejorado. El título tiene que hacer referencia al texto latino de la Vulgata, no a ningún texto griego, pues en ese momento no había ninguna edición impresa del Nuevo Testamento griego en circulación. En la dedicatoria al Papa León X, Erasmo dice: 

Yo notaba que esa enseñanza que constituye nuestra salvación había que tenerla en una forma mucho más pura y viva si se buscaba en el manantial principal y se tomaba de las fuentes auténticas en vez de estanques y riachuelos. Y, así, he revisado todo el Nuevo Testamento (según lo llaman) contrastándolo con el modelo del original griego... He añadido anotaciones propias, con vistas a, en primer lugar, mostrar al lector los cambios que he realizado y por qué; en segundo lugar, para desenredar y explicar cualquier cosa que pueda ser complicada, ambigua u oscura.

Era una edición bilingüe; el texto en griego estaba en la columna izquierda; el latino, en la derecha; y resulta evidente que el texto griego no era el objetivo principal de esta edición, sino que lo era el texto latino de la Vulgata.

## Segunda edición
La recepción de la primera edición fue ambigua; en cuestión de tres años se realizó una segunda. En esta se empleó el término más familiar Testamentum en lugar de Instrumentum. Por otro lado, en la segunda edición (1519) Erasmo usó también el manuscrito Minúscula 3 (todo el NT excepto el Apocalipsis; siglo XII). Se cambió el texto en unos 400 lugares, corrigiéndose la mayoría de los errores tipográficos, aunque no todos. Se añadieron algunos nuevos errores de lectura al texto. En esta edición, además, Erasmo sustituyó el texto de la Vulgata de Jerónimo por su propia traducción, más elegante. La traducción latina obtuvo una buena recepción. Después de esta edición, Erasmo se implicó en diversas polémicas y controversias. En particular, diversas objeciones a las «Anotaciones» llegaron desde las universidades de Cambridge y de Oxford.
López de Zúñiga, conocido como Stunica, uno de los editores de la Políglota complutense de Ximenes, reprochó a Erasmo que en su texto faltaba parte de 1 Juan 5:7-8 (la Coma Juanina). Erasmo respondió que no la había encontrado en ningún manuscrito griego. Stunica contestó a su vez que los manuscritos latinos eran más fiables que los griegos. En 1520, el arzobispo de York, Edward Lee, acusó a Erasmo de promover el arrianismo. Erasmus prometió que insertaría la Comma Johanneum en ediciones futuras a condición de que se encontrase un solo manuscrito griego con ese pasaje.
Otro ataque vino en 1521 de parte de Paulus Bombasius, el prefecto de la Biblioteca Vaticana, ya que Erasmo, en el texto griego, se alejaba de las lecturas habituales de la Vulgata. Informó a Erasmo de que en la Biblioteca Vaticana se conservaba una copia sumamente antigua de las Escrituras (el Codex Vaticanus). Envió dos extractos del manuscrito que contenían 1 Jn 4:1-3 y 5:7-11, pero sin incluir la Comma.
La segunda edición constituyó una de las bases de la traducción al alemán de Lutero.

## Tercera edición
En la tercera edición del texto griego de Erasmo, de 1522, se incluyó la Coma Juanina, ya que posteriormente se había encontrado un único manuscrito en griego del siglo XVI que la contenía (Minúscula 61), aunque Erasmo había expresado sus dudas sobre la autenticidad del pasaje en sus «Anotaciones». 
La tercera edición difería de la segunda en 118 lugares.
Juan Ecolampadio y Gerbelius, los subeditores de Erasmo, insistieron en que éste introdujese más lecturas del manuscrito Minúscula 1 en la tercera edición, pero, según Erasmo, el texto de este códice estaba alterado a través de los manuscritos latinos y tenía solamente un valor secundario.
Esta edición la utilizó Robert Estienne en sus ediciones del Nuevo Testamento Griego de 1546 y 1549.

## Cuarta y quinta edición
Poco después de la publicación de su tercera edición, Erasmo había visto la Políglota complutense, y empleó su texto para mejorar el suyo propio. En el libro del Apocalipsis, alteró unos noventa pasajes en la cuarta edición (1527). Exceptuando el Apocalipsis, esta edición solo difería de la tercera en unos veinte lugares. Se imprimió en tres columnas paralelas, que contenían el texto griego, la versión latina de Erasmo y la Vulgata.
En noviembre de 1533, antes de la aparición de la quinta edición, Sepúlveda envió a Erasmo una descripción del antiguo manuscrito vaticano, informándole de que difería del texto que él había editado en 365 lugares a favor de la Vulgata. En otra carta que envió a Erasmo en 1534, Sepúlveda le informó de que los manuscritos griegos estaban alterados a partir de la Vulgata.
En la quinta edición de Erasmo, publicada en 1535, el año antes de su muerte, se dejó de lado la Vulgata. Según Mill, esta edición difería de la cuarta solo en cuatro lugares.
Las ediciones cuarta y quinta no fueron tan importantes como la tercera en la historia del texto del Nuevo Testamento.
La demanda popular de Nuevos Testamentos en griego condujo a un aluvión de ediciones autorizadas y no autorizadas a comienzos del siglo XVI, casi todas las cuales se basaban en la obra de Erasmo e incorporaban sus particulares lecturas, aunque, de modo típico, también introducían cierto número de cambios menores propios.

## Literatura adicional
- S. P. Tregelles, The Printed Text of the Greek New Testament, Londres, 1854.
- P. S. Allen, "The age of Erasmus", Russell & Russell, Nueva York 1963
- Bruce M. Metzger, Bart D. Ehrman, The Text of the New Testament: Its Transmission, Corruption and Restoration, Oxford University Press, 2005.
- William W. Combs, Erasmus and the textus receptus, DBSJ 1 (primavera de 1996): 35-53.